# Moinho de Vento do Esteval ou Moinho Velho

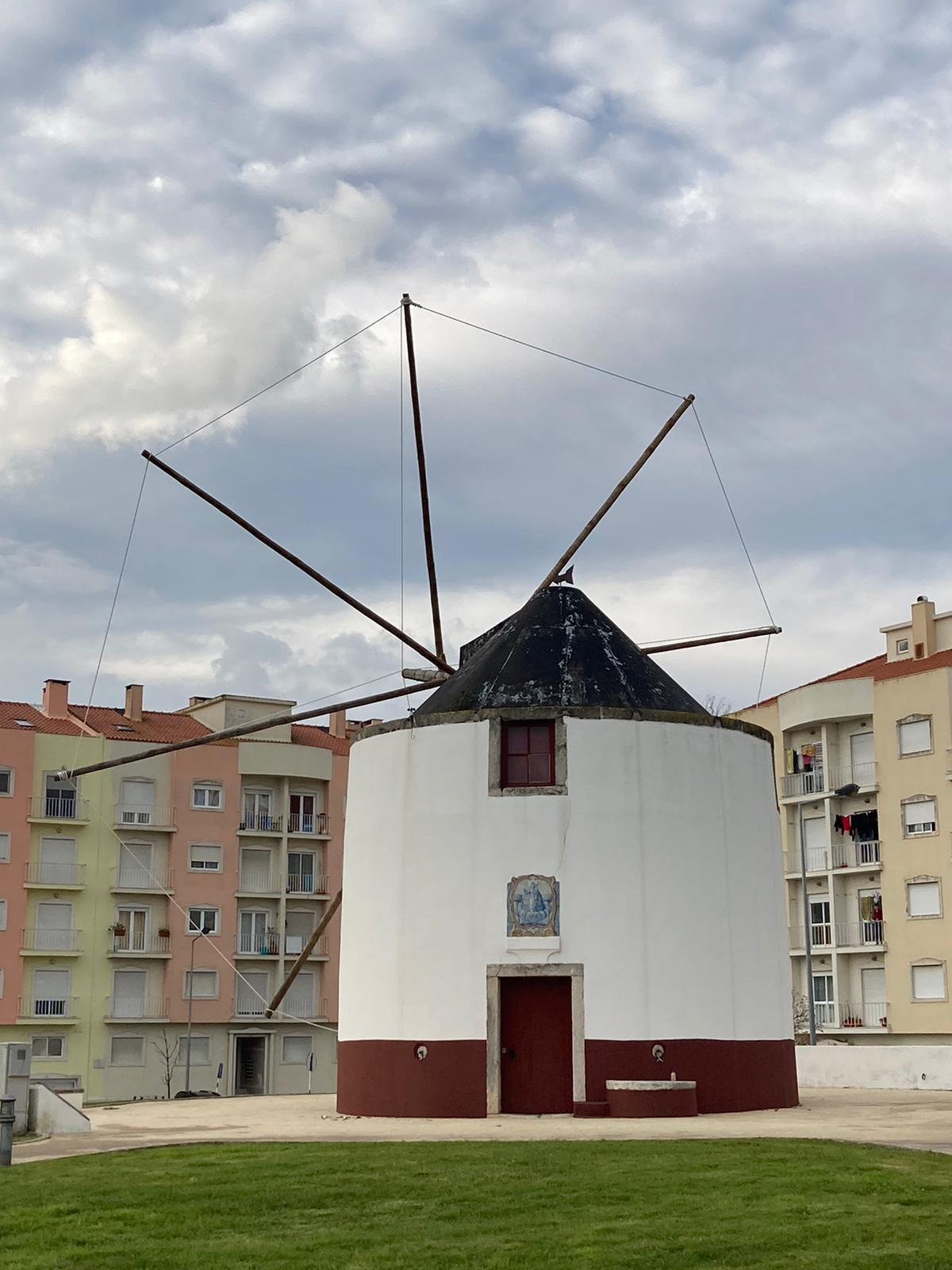
Moinho de Vento do Esteval

O Moinho de Vento do Esteval ou Moinho Velho localiza-se no concelho do Montijo. Foi construído em 1826 conforme se pode constatar pela data existente no seu interior e estava integrado numa vasta propriedade agrícola denominada Quinta do Moinho Velho. 
Este moinho é um exemplo emblemático dos moinhos denominados do Sul de Portugal, com torre fixa em alvenaria de pedra e capelo rotativo por meio de sarilho interior. É um testemunho vivo dos processos de farinação outrora usados. 
Deixou de funcionar no princípio do século XX após 75 anos de laboração, tendo sido promovida a sua reconstrução pela Autarquia segundo a orientação da Secção Portuguesa Internacional de Molinologia. A estrutura arquitetónica não sofreu alterações significativas, no entanto o sistema de captação de vento e o aparelho de moagem foram substituídos. O moinho mantém o sistema de moagem tradicional em funcionamento. Abriu em 2000. 

## Descrição

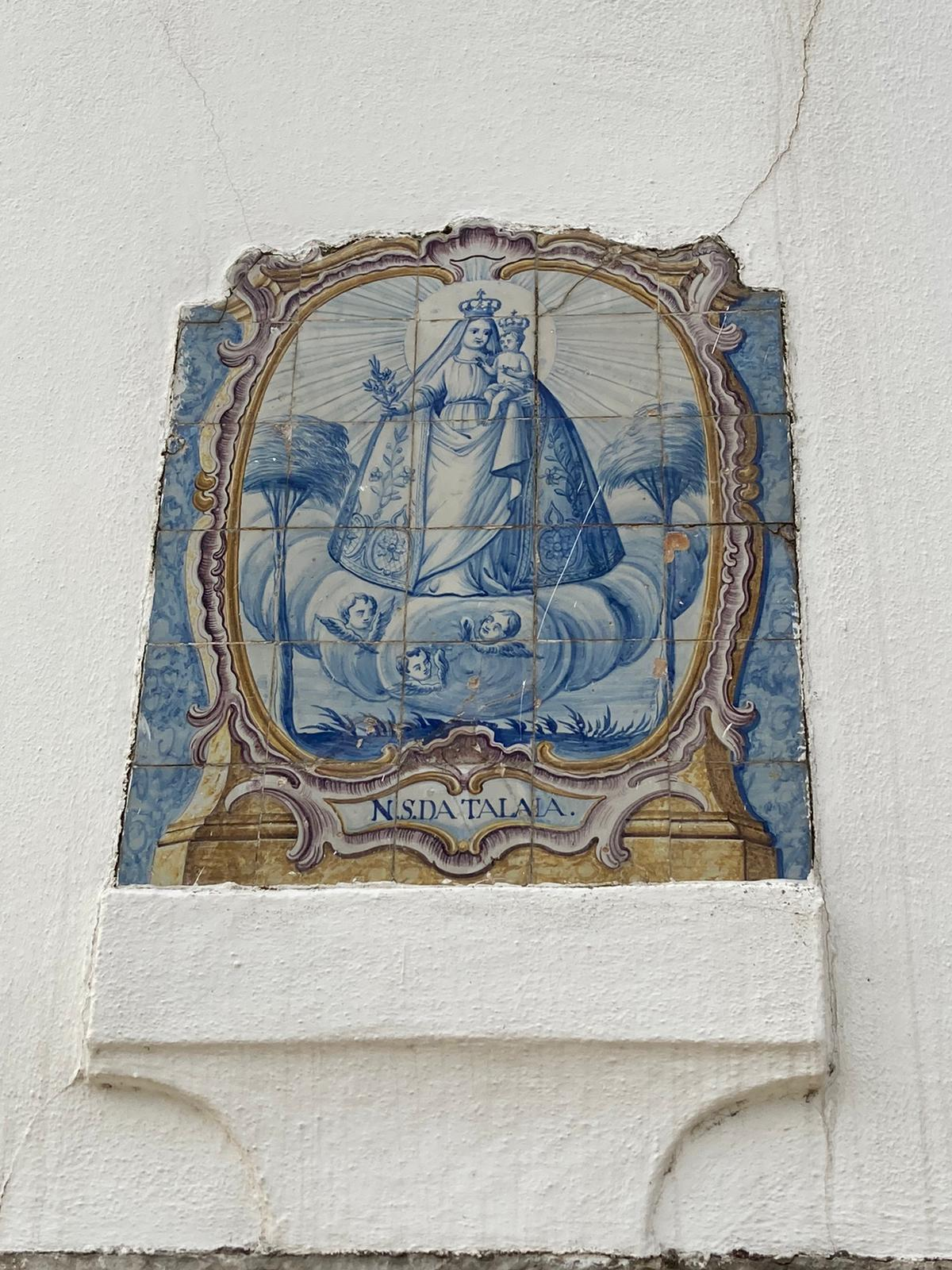
Azulejos da Nossa Senhora da Atalaia

Planta circular, simples. As paredes espessas estreitando para cima dão-lhe um formato ligeiramente cónico. Contém um mecanismo com um mastro oitavado, 4 varas (par que entra na mesma fura, apertado por cunhas), 4 velas de pano triangulares, presas pelos vértices e 4 escotas com os búzios e cordame de ligação às pontas das varas, alternado com travessas de madeira. 
No topo da porta de entrada, orientada para Sudeste, na posição oposta à direção dos ventos predominantes, podemos observar um registo de azulejos dedicado a Nossa Senhora de Atalaia, curiosamente direcionado para o Santuário da mesma invocação que tem grandes tradições religiosas nesta zona. 
O moinho apresenta uma construção robusta e é constituído interiormente por três pisos: o térreo que guarda o cereal para moer, o intermédio onde se aloja parte do engenho, utilizado também como habitação do moleiro e o último piso, onde se encontra um par de mós bem como o mecanismo necessário ao bom funcionamento. 

## Funcionamento

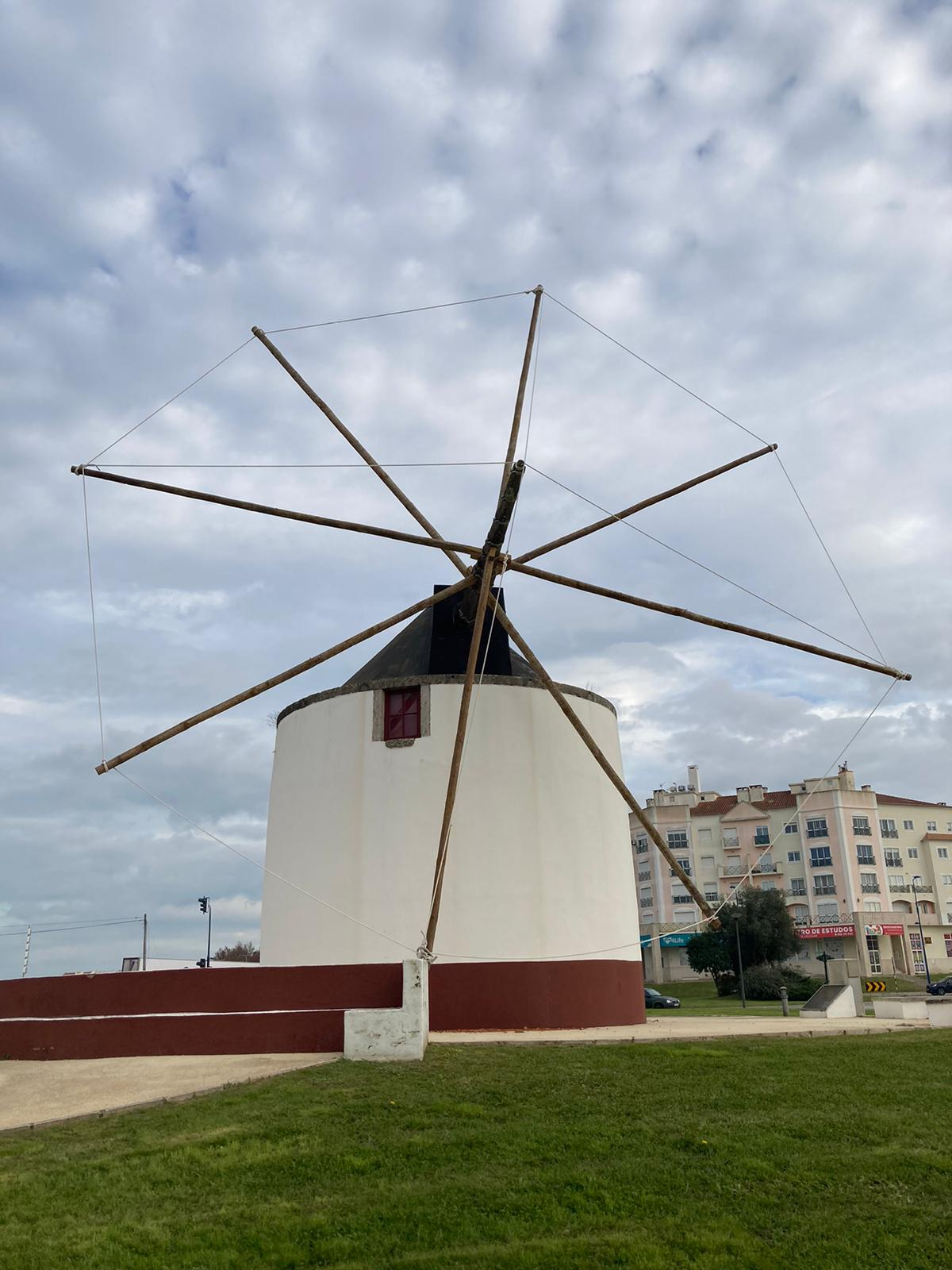
Mastro do Moinho de Vento do Esteval

O moinho enquadra-se nos Moinhos do Sul de Portugal: tem uma torre fixa e um capelo rotativo. 
À semelhança dos exemplares da mesma tipologia, o Moinho do esteval é constituído por 3 partes: a torre, o sistema de captação de vento ou mecanismo motor externo e o aparelho de moagem ou engenho. 

### Torre
Trata-se de uma torre fixa em alvenaria de pedra, de forma cilíndrica, com grossas paredes que estreitam ligeiramente para cima. É constituída por um piso térreo, o rés-do-chão, forrado a lajes de pedra; um piso intermédio, o soto, no qual se situa o urreiro do engenho de cima; um último piso, o sobrado, no qual se encontra o engenho de cima. A circulação faz-se através de escadas em pedra, de um só lanço, que se desenvolvem a partir do lado esquerdo da porta de entrada, orientada para Sudeste, na posição oposta à direção dos ventos predominantes. 

### O sistema de captação de vento ou mecanismo motor externo
É constituído pelo capelo, designação da cobertura do moinho, de forma cónica, formado por uma estrutura radial em madeira forrada a chapa zincada e pintada de negro. Os barrotes desta estrutura assentam no frechal (fechal, termo mais vulgarizado) de madeira, cujas rodas giram no frechal de pedra. No topo do capelo existe um cata-vento montado sobre um eixo vertical que se prolonga para o interior do moinho, fazendo rodar um ponteiro que indica ao moleiro a direção do vento. A rotação do capelo, necessária para apontar as velas à feição do vento, é assegurada pelo sarilho. 
O mastro é o elemento mais importante do mecanismo motor externo; trata-se de um eixo de madeira que atravessa o capelo na diagonal, sustentando, na extremidade, as varas, em forma de cruz, quatro das velas, que captam a força do vento, e quatro das escotas, que as esticam. 

### O aparelho de moagem ou engenho
Movimentando-se solidariamente com o mastro, a entrosga, roda composta por 32 dentes, engrena nos fuselos do carreto, fazendo mover a mó através da segurelha. O cereal, depois de preparado, cai no tegão (alimentador sustentado pelo corvo) e desliza – pela quelha – para debaixo da mó, cuja altura é regulada de acordo com o grão a farinar. A pressão da pedra superior sobre a inferior é controlada pelo urreiro que move verticalmente o apoio inferior do veio, através do fuso. 
Esmagada pela pressão da mó andadeira sobre o poiso, o cereal moído é expelido – por força centrifuga - pela parte aberta dos cambeiros, tendo à frente, para que não se espalhe nem se suje, o panal. 